# Дурдзуки
Дурдзуките (на грузински: დურძუკები) са средновековен народ в Северен Кавказ, предшественици на съвременните чеченци и ингуши.
Те се споменават в грузински, арменски и арабски източници между IX и XIV век, а „Картлис цховреба“ отнася създаването на държавата им към IV век пр.н.е. Живеят на северните склонове на Голям Кавказ, между Дагестан на югоизток и Алания на северозапад.